# Fadet castillan
Coenonympha iphioides
Espèce
Le Fadet castillan (Coenonympha iphioides) est un lépidoptère (papillon) appartenant à la famille des Nymphalidae, à la sous-famille des Satyrinae et au genre Coenonympha.

## Dénomination
Coenonympha iphioides a été nommé par Otto Staudinger en 1870.
Il est considéré soit comme une sous-espèce de Coenonympha glycerion le Fadet de la mélique, soit comme une semi-espèce soit comme une espèce distincte,,.

### Noms vernaculaires
Le Fadet castillan se nomme Spanish Heath en anglais et Castaneo morena  en espagnol.

## Description
Le Fadet castillan est un petit papillon au dessus de couleur orangée très suffusé de marron aux postérieures et aussi aux antérieures chez le mâle.
Le revers présente les mêmes couleurs avec une bande antémarginale orange bien nette présente aussi dans l'angle anal. Un petit ocelle chez le mâle, deux chez la femelle marquent l'apex des antérieures alors que les postérieures sont caractérisées par des taches blanches en e1 et e4 et une ligne submarginale d'ocelles pupillés et cernés de blanc identiques entre eux.

## Biologie

### Période de vol et hivernation
Il vole en une seule génération, de fin mai à fin août.

### Plantes hôtes
Ses plantes hôtes sont diverses poacées (graminées).

## Écologie et distribution
Il n'est présent qu'en Espagne, dans les monts cantabriques et les Pyrénées.
En France sa présence dans les trois départements de l'est des Pyrénées et en particulier dans les Pyrénées-Orientales est sujet à controverse car ce pourrait être un hybride de Coenonympha glycerion et Coenonympha iphioides qui y réside

### Biotope
Il réside dans les prairies alpines.